# 그랜드 캐니언 (그린란드)

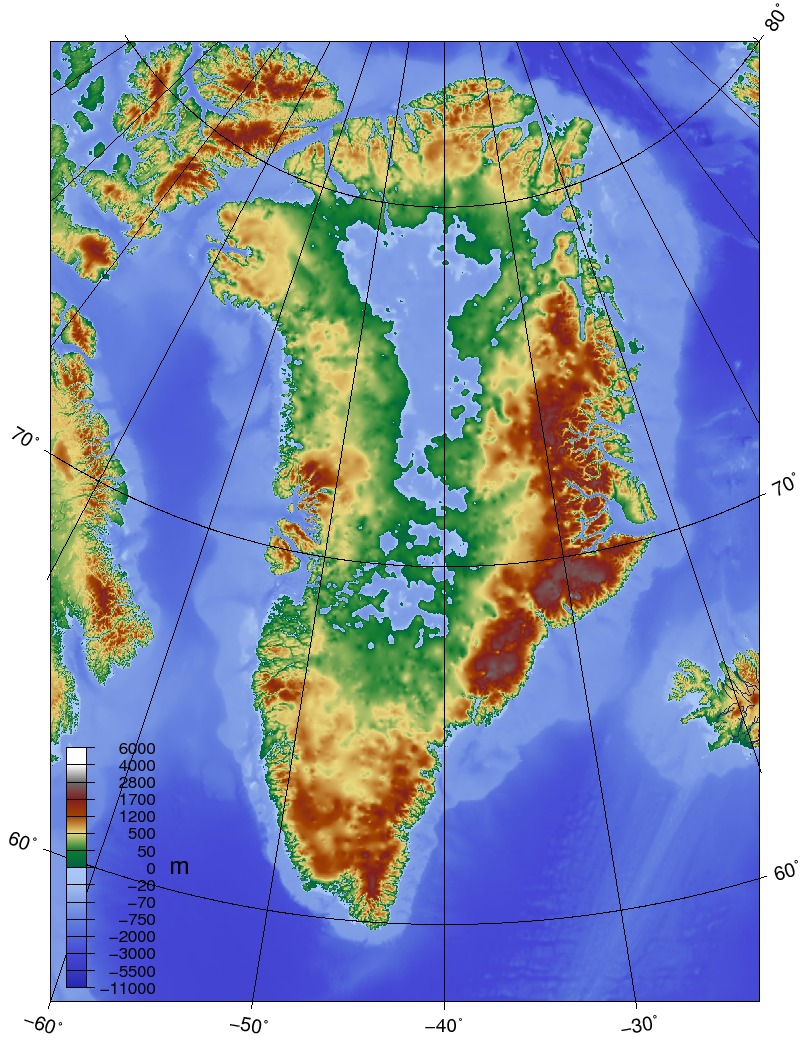
그린란드의 빙상 속 지형

그랜드 캐니언(영어: Grand Canyon)은 그린란드 빙상 아래에 있는 협곡이다. 브리스톨 대학교, 캘거리 대학교, 우르비노 대학교 연구진이 공동으로 연구해 2013년 8월 30일 사이언스지에 발표한 것으로, 일종의 '거대협곡' (mega-canyon)이라고 일컬었다.
NASA에서 아이스브리지 작전을 통해 수집한 빙상 투과 레이다 데이터를 분석한 결과, 빙상 아래에 거대한 협곡이 존재하는 것으로 드러났는데 그린란드 섬 북쪽 끝의 북극해 지점부터 피터맨 빙상의 피오르까지 중앙부를 관통하는 경로로 형성되어 있었다. 협곡 바닥의 고도는 해수면보다 낮으며, 그린란드 내부의 빙상에서 외부로 흐르는 기저수의 흐름에 협곡 지형이 영향을 주었을 가능성이 있다. 브리스톨 대학교의 지리학자 조너던 뱀버는 "확연한 V자 형태를 띈 피오르와 그 아래의 바닥지형을 보건대, 빙상 속의 협곡을 깎은 건 얼음이 아닌 물"이라고 밝혔다.
협곡의 길이는 750km를 넘으며 평균 깊이는 800m, 너비는 10km까지 이른다. 이는 지금까지 발견된 것 중 지구상에서 가장 긴 협곡이기도 하다. 깊이만 따지자면 미국의 그랜드 캐니언이나 티베트의 얄룽창포 대협곡 같은 기존에 익히 알려진 협곡이 좀 더 깊다. 그린란드의 협곡은 해수면 밑의 빙하가 녹으면서 침하현상이 진행되고 있으며, 지금도 물이 흐르면서 빙하의 녹은 물이 흐르는 기저 통로 역할을 하고 있는 것으로 조사됐다.
협곡의 생성연대는 그린란드가 빙하로 뒤덮이기 전인 400만년 전으로 추정되며, 과거에 있었던 빙하의 생성주기마다 그린란드 기저의 수류에 영향을 끼쳐온 것으로 평가된다.